# Tie Domi
Tahir Domi, detto Tie (Windsor, 1º novembre 1969), è un ex hockeista su ghiaccio canadese.

## Vita privata
Domi è figlio di immigrati albanesi.
Anche il figlio Max Domi è un giocatore professionista di hockey su ghiaccio.

## Carriera
È uno dei più noti goon della storia della NHL: nella sua carriera, durante la quale ha vestito le maglie di Toronto Maple Leafs, New York Rangers e Winnipeg Jets, ha raccolto 3515 minuti di penalità (terzo posto in questa particolare classifica) ed è rimasto coinvolto in 333 risse in campo (record della lega).
È stato comunque in grado di raccogliere 1118 presenze (1020 in stagione regolare e 98 nei play-off).